# California King Bed
"California King Bed" é uma canção da cantora barbadense Rihanna, gravada para o seu quinto álbum de estúdio Loud. Foi composta e produzida por Andrew Harr e Jermaine Jackson, com auxílio na escrita por Priscilla Renea e Alex Delicata. A sua gravação decorreu em 2010 nos estúdios We The Best em Miami e Burst HQ no Wisconsin. Lançada digitalmente na iTunes Store a 13 de Maio de 2011, começou a ser reproduzida a 4 de Abril nas rádios australianas e a 31 de Maio nas norte-americanas. Posteriormente, após o seu impacto nas áreas radiofónicas, a música também foi editada em formato CD single na Europa e ainda um extended play (EP) digital com nove remisturas a partir da faixa original.
Os membros da crítica apreciaram a música pelos vocais apresentados por Rihanna, embora tenham admirado a suavidade sonora que era diferente de trabalhos anteriores da artista. A canção teve uma repercussão moderada nas tabelas musicais, liderando as tabelas da Eslováquia, Polónia e alcançando as cinco faixas mais vendidas na Alemanha, Austrália, Áustria, Nova Zelândia e Portugal, enquanto que na Billboard Hot 100 atingiu a 37.ª posição. A sua primeira actuação ao vivo decorreu durante a transmissão da cerimónia de prémios para música country ACM Awards, em colaboração com o membro feminino da dupla Sugarland, Jennifer Nettles. Além de ter sido interpretada em programas como American Idol e Today, também fez parte do alinhamento da digressão mundial The Loud Tour.
O vídeo musical, dirigido por Anthony Mandler, foi lançado a 9 de Maio de 2011 através do serviço Vevo. As cenas retratam um ambiente tropical e romântico, alternando entre paisagens de praia e céu. A directora criativa Ciarra Pardo desenhou uma cama de cinco metros e meio, especialmente concebida para o teledisco.

## Antecedentes e divulgação

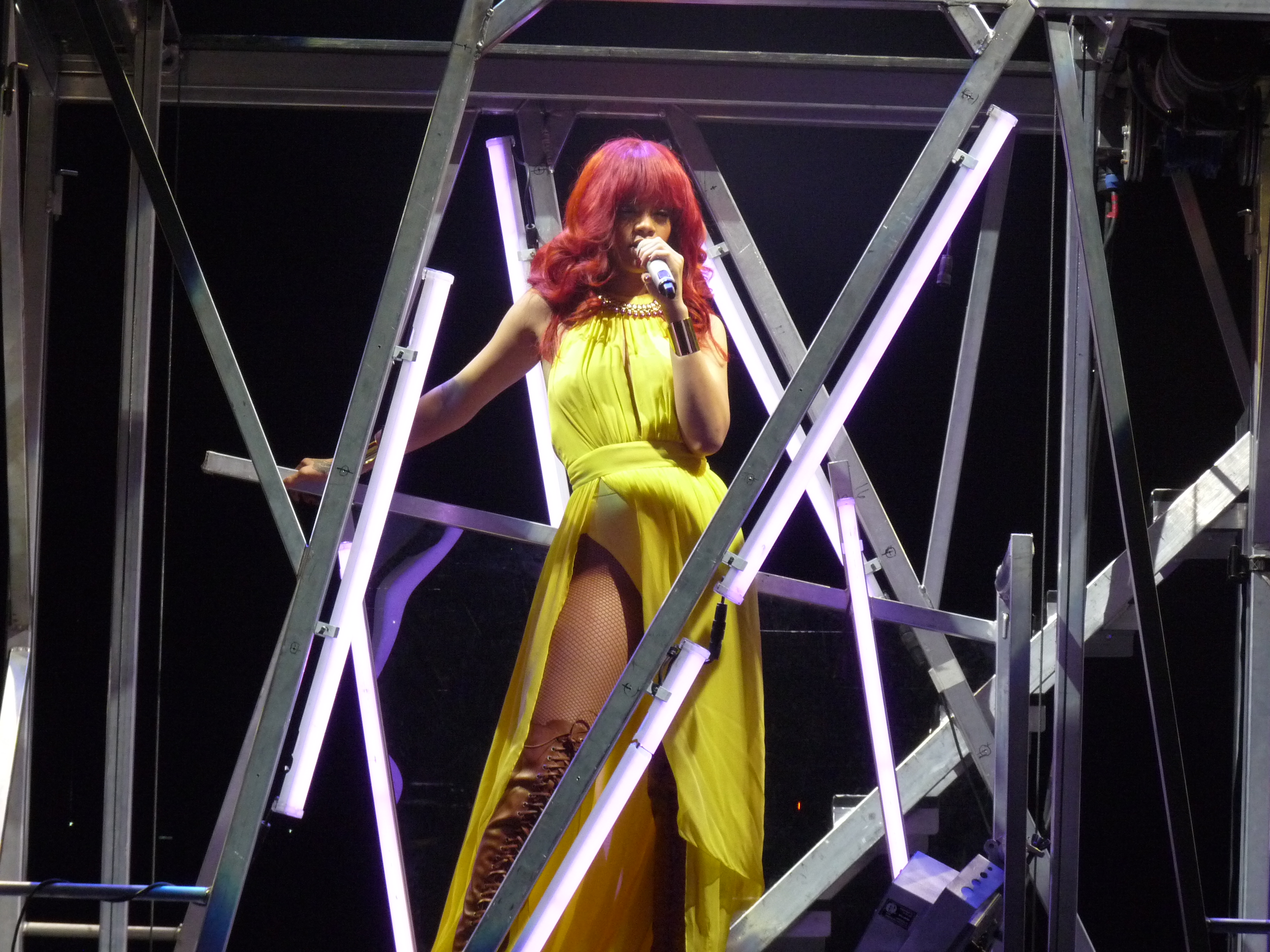
Rihanna a interpretar ao vivo a canção, durante a sua digressão mundial The Loud Tour, em 2011 na Flórida.

No início do mês de Março de 2011, Rihanna questionou os seus fãs para a ajudarem a escolher o seu próximo single, que seguiria a "S&M". Através do Twitter, a artista colocou várias hipóteses de escolha, desde "Cheers (Drink to That)", "Man Down", "California King Bed" ou "Fading", e a mais popular teria um vídeo musical gravado no final do terceiro mês do ano. A 12 de Março de 2011 foi confirmada a faixa eleita pelos seguidores da cantora, que seria a quinta de trabalho lançada para o mercado norte-americano, enquanto que internacionalmente seria o quarto single. Contudo, mesmo estando seleccionada a música para promover o disco, "Man Down" foi enviado para as rádios norte-americanas primeiro.
A divulgação da canção começou com a sua primeira actuação ao vivo, que decorreu a 3 de Abril de 2011 durante a transmissão da cerimónia de prémios para música country, ACM Awards, em colaboração com Jennifer Nettles, o membro feminino da dupla Sugarland. A 14 de Abril, a cantora também foi convidada na décima sessão do programa American Idol, num grande palco com muita textura e cortinas de seda descendo desde o tecto, com um vestido rosa. Kara Warner da MTV News elogiou o espectáculo, afirmando que "a rapariga de 23 anos arrasou no palco com a sua performance volátil da sua balada California King Bed". No mês de Março de 2011, Rihanna anunciou que seria a cara da campanha "100 Years of Skin Care" da Nivea, e a música foi utilizada para os comerciais na televisão e rádios. Foram feitos vários eventos privados em Maio de 2011 em algumas cidades europeias, como Hamburgo, Milão e Paris, para promover o marco histórico atingido pela marca de cosméticos, e a cantora interpretou a faixa para a audiência. Programas como o Today da NBC também foram escolhidos para a promoção do trabalho, como parte de concertos de verão em conjunto com "Only Girl (In the World)", "What's My Name?" e "S&M". A música também está incluída no alinhamento da digressão musical The Loud Tour.

## Estilo musical e letra
"California King Bed" é uma canção de tempo moderado que incorpora elementos de estilo rock, produzida pela dupla The Runners. A sua gravação decorreu em 2010 nos estúdios We The Best Studios em Miami e Burst HQ em Wisconsin. Andy Gill do jornal britânico The Independent prezou Rihanna pelas habilidades vocais expressas na música, denominando-a como "melhor performance vocal até à data". Contudo, Robert Copsey do Digital Spy criticou a voz da cantora, revelando que "está muito aquém da sua habilidade vocal natural". São utilizados vários instrumentos para compor a melodia, desde guitarra eléctrica e acústica ao baixo.
A letra foi escrita por Andrew Harr, Jermaine Jackson, Priscilla Renea, Alex Delicata. De acordo com a partitura publicada pela Alfred Publishing Company, a música foi escrita em compasso simples, num andamento baixo moderado com um metrónomo de 92 batidas por minuto. Composta na chave de sol maior com o alcance vocal que vai desde da nota baixa de sol, para a nota de alta de dó. A canção segue a progressão de acordes de dó, ré e lá maiores nos versos e fá, mi bemol e si bemol maiores no efeito de coro.

## Recepção pela crítica
| Críticas profissionais | Críticas profissionais |
| Avaliações da crítica  | Avaliações da crítica  |
| Fonte                  | Avaliação              |
| ---------------------- | ---------------------- |
| AOL Radio              | (favorável)            |
| Digital Spy            | [ 22 ]                 |

As críticas após o lançamento da faixa foram geralmente positivas. Nadine Cheung da AOL Radio considerou que "a balada está muito longe do seu "S&M" - Rihanna canta docemente e com saudade do seu amor que é maior, muito para além de uma cama grande, literalmente". Cheung ainda revelou que tinha notado uma certa distância, "antes o casal dormia olhos-nos-olhos e agora há algo entre eles". Andy Gill do jornal britânico The Independent e Ryan Dombell da publicação Pitchfork Media consideraram ambos que a canção embutia todos os elementos para formar uma balada poderosa, em que revelaram pensar que era "a melhor performance vocal de Rihanna", e que "este tipo de balada é geneticamente incluída numa banda sonora de um filme da actriz Kate Hudson". Stacey Anderson da Spin explicou o significado lírico por detrás da canção, dizendo que "trata sobre a morte de vigília de um relacionamento, a fase antes do acidente final; é tão bem entregue, de fato, que é difícil de ouvir". Scott Shetler do Popcrush constatou que foi "refrescante ver Rihanna libertar uma balada de tempo desacelerado, em vez de um fluxo contínuo de canções de dança, seguindo um arranjo de balada pop de rotina. Uma música construída em torno de sua voz impressionante".
Robert Copsey do sítio Digital Spy atribuiu quatro estrelas de cinco possíveis, revelando que "O quarto single certo de Loud pode puxar as rédeas, tanto quanto as batidas de dança agitadas e letras sadomasoquistas, mas não é menos robusto e extravagante". Copsey elogiou os sons instrumentais das guitarras eléctricas, como se fossem particulares dos anos 80, mas considerou que a "escala vocal estava muito aquém da habilidade vocal da artista". Contudo, também houve críticas negativas à faixa, Andy Kellman da Allmusic e Emily Mackay da revista NME foram mais críticos denominando-a como "uma carpideira de rock exausta", Mackay acrescentou que "é uma balada de introdução acústica, piano banal e um solo de Slash".

## Vídeo musical
As gravações do vídeo musical decorreram em Março de 2011, dirigidas por Anthony Mandler, que trabalha frequentemente com Rihanna. Mandler também foi creditado como director noutros singles de Loud, como "Only Girl (In the World)" e "Man Down". Foi fabricada uma cama de cinco metros e meio, especialmente concebida para o teledisco pela directora criativa Ciarra Pardo, projectada com um recurso especial para o transporte da artista na distância total de um lado para o outro. Numa entrevista com a Jocelyn Vena da MTV News, Mandler falou sobre o vasto histórico de colaborações com a cantora, afirmando:
| “ | Acho que é algo tão único o que a Rihanna faz, qualquer personagem que ela interprete, qualquer lado que mostro, está sempre a 1000%... Acho que a canção e o tema, ela quis obviamente mostrar o seu lado mais calmo, brilhante, um que é detectado talvez numa relação tumultuosa... Há tanta variedade quando se trata dela e tem sido uma boa jornada com a cantora. | ” |

A cantora, numa das cenas do vídeo, metaforizando a distância melódica entre a própria e a do seu parceiro. Ambos estão sentados numa cama desenhada especialmente por Ciarra Pardo para o teledisco

O vídeo estreou numa segunda-feira, 9 de Maio de 2011 na página oficial da artista na Internet e na sua conta Vevo. As cenas retratam um ambiente tropical e romântico, alternando entre paisagens de praia e céu. Começa com uma objectiva de Rihanna, que se fixa no seu perfil. Em seguida, o teledisco alterna entre partes em que a cantora caminha na praia, num jardim, e até no terraço da casa. Seguidas pela artista deitada na cama com o seu companheiro, abraços e depois sentados em lados opostos. O vídeo também mistura fases em que a jovem é mostrada junto de cortinas de seda e ainda imagens a preto e branco. Nesta rodagem, é utilizada a mesma natureza que permitiu a composição do vídeo do primeiro single do disco, "Only Girl (In the World)", que demonstra a mesma palete de cores que em "California King Bed".
Brad Wete da revista Entertainment Weekly considerou que a cantora transita de um "estilo dominatrix" para uma cena em que "repousa com a cabeça em cima do peito do companheiro, e passa com a sua mão pelos seus abdominais". Wete considera que Rihanna demonstra uma personalidade "vulnerável, aberta e insegura" no projecto. No jornal Daily Mail relataram que este era o teledisco em que a cantora se tinha mostrado mais sensual, mas "igualmente o seu momento mais íntimo". A MTV do Reino Unido chamou a atenção para o facto da artista "estar bastante bonita e atraente e que recupera de um retrocesso do seu vídeo picante para "S&M" que foi considerado impróprio para ser transmitido durante o dia nas televisões britânicas".

## Faixas e formatos
A versão digital de "California King Bed" contém apenas uma faixa com duração de quatro minutos e onze segundos. Foi ainda lançado um EP que contém nove remisturas a partir da faixa original, com mais de quarenta e três minutos. Na Europa, a música também foi comercializada em versão CD single, possuindo duas faixas no total, sendo que uma delas é a versão do álbum e outra uma das remisturas do single anterior, "S&M".
| Descarga digital |                       |         |  |
| N.º              | Título                | Duração |  |
| 1.               | "California King Bed" | 4:11    |  |

| CD single      |                                  |         |  |
| N.º            | Título                           | Duração |  |
| 1.             | "California King Bed"            | 4:11    |  |
| 2.             | "S&M" (Sidney Samson Club Remix) | 6:48    |  |
| Duração total: | Duração total:                   | 10:59   |  |

| EP de remisturas |                                                    |         |  |
| N.º              | Título                                             | Duração |  |
| 1.               | "California King Bed" (DJ Chus & Abel Ramos Radio) | 3:27    |  |
| 2.               | "California King Bed" (The Bimbo Jones Radio)      | 3:13    |  |
| 3.               | "California King Bed" (Bassjackers Radio)          | 3:19    |  |
| 4.               | "California King Bed" (DJ Chus & Abel Ramos Club)  | 6:07    |  |
| 5.               | "California King Bed" (The Bimbo Jones Club)       | 6:08    |  |
| 6.               | "California King Bed" (Bassjackers Club)           | 5:01    |  |
| 7.               | "California King Bed" (DJ Chus & Abel Ramos Dub)   | 6:13    |  |
| 8.               | "California King Bed" (The Bimbo Jones Dub)        | 6:05    |  |
| 9.               | "California King Bed" (Bassjackers Dub)            | 5:02    |  |
| Duração total:   | Duração total:                                     | 44:34   |  |

## Desempenho nas tabelas musicais
A música começou a ser reproduzida nas rádios australianas primariamente, resultando na estreia na ARIA Singles Chart na 61.ª posição a 11 de Abril de 2011 e mais tarde atingiu a quarta como melhor durante duas semanas consecutivas. O desempenho no país culminou na certificação de disco de platina pela Australian Recording Industry Association (ARIA), com vendas avaliadas em mais de 70 mil cópias. A canção também entrou no décimo oitavo lugar da New Zealand Singles Chart antes do seu lançamento digital oficial a 18 de Abril, antes de atingir a melhor igual à da Austrália. Acabou por ser igualmente certificada como ouro e 7500 cópias vendidas. No Reino Unido, a 5 de Junho de 2011, ficou na oitava posição com a sua melhor performance no território, bem como a terceira do pódio da UK R&B Chart a 11 de Junho. A melodia assinalou a vigésima quinta entrada no top 40 da Billboard Hot 100 dos Estados Unidos, ao atingir a melhor posição como 37.ª e com entrada no 80.º lugar. "California King Bed" chegou à liderança das faixas mais vendidas da Eslováquia e da Polónia, contudo o seu melhor desempenho teve lugar em maior parte dos países europeus, como na Bélgica, Irlanda e França, além de ter atingindo a segunda posição como melhor em Portugal.

### Posições
| Tabela musical (2011)                            | Melhor posição |
| ------------------------------------------------ | -------------- |
| Alemanha - Media Control AG                      | 8              |
| Austrália - ARIA Charts                          | 4              |
| Áustria - Ö3 Austria Top 75                      | 4              |
| Bélgica - Ultratop (Flandres)                    | 9              |
| Bélgica - Ultratop (Valónia)                     | 26             |
| Brasil - Billboard Brasil Hot 100                | 12             |
| Brasil - Billboard Brasil Hot Pop                | 4              |
| Canadá - Canadian Hot 100                        | 20             |
| Dinamarca - Tracklisten                          | 30             |
| Escócia - Scottish Singles Chart                 | 8              |
| Eslováquia - IFPI Slovenská Republika            | 1              |
| Espanha - PROMUSICAE                             | 42             |
| Estados Unidos - Billboard Hot 100               | 37             |
| Estados Unidos - Billboard Pop Songs             | 18             |
| Estados Unidos - Billboard Dance/Club Play Songs | 1              |
| França - SNEP                                    | 30             |
| Irlanda - IRMA                                   | 11             |
| Itália - FIMI                                    | 10             |
| Nova Zelândia - RIANZ                            | 4              |
| Países Baixos - Dutch Top 40                     | 19             |
| Polónia - ZPAV                                   | 1              |
| Portugal - Top 30 Ring Tones                     | 2              |
| Reino Unido - UK Singles Chart                   | 8              |
| Reino Unido - UK R&B Singles Chart               | 3              |

| Tabela musical (2011)         | Melhor posição |
| ----------------------------- | -------------- |
| Chéquia - Czech Airplay Chart | 3              |
| Roménia - Romanian Top 100    | 30             |
| Suécia - Sverigetopplistan    | 31             |
| Suíça - Schweizer Hitparade   | 10             |

| Tabela musical (2011)                            | Posição |
| ------------------------------------------------ | ------- |
| Alemanha - German Singles Chart                  | 68      |
| Austrália - ARIA Singles Charts                  | 61      |
| Áustria - Ö3 Austria Top 75                      | 49      |
| Bélgica - Ultratop (Flandres)                    | 71      |
| Estados Unidos - Billboard Dance/Club Play Songs | 47      |
| Suíça - Schweizer Hitparade                      | 59      |

| País          | Provedor | Certificação |
| ------------- | -------- | ------------ |
| Austrália     | ARIA     | Platina      |
| Itália        | FIMI     | Ouro         |
| Nova Zelândia | RIANZ    | Ouro         |
| Reino Unido   | BPI      | Prata        |
| Suíça         | IFPI     | Ouro         |

## Créditos
Todo o processo de elaboração da canção atribui os seguintes créditos pessoais:
| - Rihanna – vocalista principal; - Andrew Harr, Jermaine Jackson - composição, produção; - Priscilla Renea - composição, vocais de apoio; - Alex Delicata - composição, guitarra eléctrica/acústica; - Jeff "Supa Jeff" Villanueva - gravação musical; | - Kuk Harrell, Josh Gudwin, Marcos Tovar - gravação vocal; - Kyle White - assistência de engenharia de gravação; - Phil Tan - mistura; - Damien Lewis - assistente adicional de engenharia; - Eric England - baixo. |

## Histórico de lançamento
"California King Bed" começou a ser reproduzida nas rádios australianas a 4 de Abril de 2011, e nas norte-americanas a 31 de Maio. Digitalmente, foi disponibilizada na iTunes Store a 13 de Maio de 2011 em alguns países, e mais tarde também foi editado um extended play (EP) digital de nove remisturas a partir da original. Além dos formatos de descarga digital, na Europa foi editado um CD single de duas faixas.
| País           | Data                | Formato                  | Editora discográfica |
| -------------- | ------------------- | ------------------------ | -------------------- |
| Austrália      | 4 de Abril de 2011  | Rádio mainstream         | Universal Music      |
| Dinamarca      | 13 de Maio de 2011  | Descarga digital         | Universal Music      |
| França         | 13 de Maio de 2011  | Descarga digital         | Universal Music      |
| Itália         | 13 de Maio de 2011  | Descarga digital         | Universal Music      |
| Países Baixos  | 13 de Maio de 2011  | Descarga digital         | Universal Music      |
| Portugal       | 13 de Maio de 2011  | Descarga digital         | Universal Music      |
| Suécia         | 13 de Maio de 2011  | Descarga digital         | Universal Music      |
| Estados Unidos | 31 de Maio de 2011  | Rádio mainstream         | Def Jam              |
| União Europeia | 16 de Junho de 2011 | CD single                | Def Jam              |
| Alemanha       | 24 de Junho de 2011 | CD single                | Universal Music      |
| Portugal       | 15 de Julho de 2011 | EP digital de remisturas | Universal Music      |
| Brasil         | 18 de Julho de 2011 | EP digital de remisturas | Universal Music      |
| Estados Unidos | 19 de Julho de 2011 | EP digital de remisturas | Universal Music      |